# 陳言 (嘉靖進士)
陳言（1507年—1577年），字宜昌，號石溪，福建興化府莆田縣人，民籍，明朝政治人物。

## 生平
嘉靖二十五年（1546年）丙午科福建鄉試第八名舉人，二十六年（1547年）中式丁未科會試第四名，三甲第一百二十三名進士。授江西泰和縣知縣。因不善逢迎上官，抵制行賄，改教職，任湖州府儒學教授，遷國子監博士。經吏部尚書李默提拔，陞禮部儀制司主事。李默後遭嚴嵩等排擠，下獄身死，陳言左遷郴州同知，陞泰州知州。不久擢南京刑部員外郎，陞郎中，免官歸。優遊林下十五年卒。

## 著作
著有《尚書講義》。

## 家族
曾祖陳德誠，壽官；祖父陳必清，壽官；父陳一通。母黃氏。嚴侍下。弟陳席、陳廣、陳廉、陳廩、陳厚、陳音、陳襄。子陳經邦、陳經學。